# La boda (novela)
La boda (título original en inglés: The Wedding) es una novela romántica de 2003 por Nicholas Sparks.

## Argumento
Es sobre una pareja que celebra 30 años de casados, y ha sido descrita como una secuela de la novela anterior de Sparks, The Notebook.
El libro sigue la vida de la hija de Noah y Allie, Jane y su esposo, Wilson Lewis los cuales llevan casados casi 30 años. Tienen tres hijos y tienen una vida tranquila y desahogada en la bucólica Carolina del Norte.
Es de este aniversario, el trigésimo, del que Wilson se olvida, lo que marca un punto de inflexión en su vida. Por fin se da cuenta de que la pasión y el romanticismo ya no tienen lugar en su matrimonio, y temeque su mujer ya no lo quiera. Siendo un hombre metódico, decide embarcarse en un proyecto a un año vista, tiempo que, el prevé, le permitirá renovar el romanticismo en su matrimonio. Wilson buscará el consejo de Noah (protagonista de la primera novela de Sparks, El Cuaderno), quien ahora pasa los días en una residencia de ancianos alimentando a un cisne, seguro de es la reencarnación de su amada Allie. Mientras todo esto sucede, Anna, la hija de Jane y Wilson, anuncia que se casará.
El evento le dará a Wilson la excusa perfecta para llevar a buen puerto su plan para reconquistar a su esposa.